# Zeta-Funktion
Ursprünglich war mit Zeta-Funktion oder {\displaystyle \zeta }-Funktion in der Mathematik die holomorphe komplexe Funktion
{\displaystyle \zeta (z)=\sum _{n=1}^{\infty }{\frac {1}{n^{z}}}\quad }, mit {\displaystyle z\in \mathbb {C} ,\,\Re (z)>1}
gemeint. Heute heißt diese genauer riemannsche Zeta-Funktion, zu Ehren von Bernhard Riemann, der um 1850 bedeutende Arbeiten zur Untersuchung dieser Funktion im Komplexen leistete. Als reelle Funktion geht das Studium der Zeta-Funktion auf Leonhard Euler in den 1730er und 1740er Jahren zurück, der unter anderem die Werte der Zeta-Funktion bei positiven geradzahligen Argumenten bestimmte und die Produktformel fand.
Einige Werte sind
{\displaystyle \zeta (1)=\infty }
{\displaystyle \zeta (2)={\frac {\pi ^{2}}{6}}}
{\displaystyle \zeta (3)=1{,}2020569032...}
{\displaystyle \zeta (4)={\frac {\pi ^{4}}{90}}}
{\displaystyle \zeta (5)=1{,}0369277551...}
{\displaystyle \zeta (6)={\frac {\pi ^{6}}{945}}}
{\displaystyle \zeta (7)=1{,}0083492774...}
{\displaystyle \zeta (8)={\frac {\pi ^{8}}{9450}}}
{\displaystyle \zeta (9)=1{,}0020083928...}
Seither wurden viele in Definition oder Eigenschaften ähnliche oder verallgemeinernde Funktionen untersucht, denen dann auch der Name Zeta-Funktion zusammen mit dem ihres Entdeckers gegeben wurde.
Die wichtigsten weiteren Zetafunktionen sind:
- Airysche Zeta-Funktion
- Artin-Mazursche Zeta-Funktion
- Dedekindsche Zeta-Funktion
- Epsteinsche Zeta-Funktion
- Hasse-Weil-Zetafunktion
- Hurwitzsche Zeta-Funktion
- Igusa-Zetafuntkion
- Ihara-Zetafunktion
- Jacobische Zetafunktion
- Lefschetzsche Zeta-Funktion
- Lerchsche Zeta-Funktion
- Ninitsche Zeta-Funktion
- Ruelle-Zetafunktion oder Dynamische Zetafunktion
- Selbergsche Zeta-Funktion
- Weierstraßsche Zeta-Funktion
- Primzetafunktion

Ebenfalls mit der riemannschen Zeta-Funktion verwandt, ohne das „Zeta“ im Namen zu tragen, sind die dirichletschen L-Funktionen, die dirichletsche Eta-Funktion {\displaystyle \eta } und die dirichletsche Beta-Funktion {\displaystyle \beta }.